# 카살누오보디나폴리
카살누오보디나폴리(이탈리아어: Casalnuovo di Napoli)는 이탈리아 캄파니아주 나폴리현에 위치한 코무네다. 나폴리로부터 북동쪽으로 13km 거리에 있다.